# Губерти, Яков Яковлевич
Яков Яковлевич Губерти (?—1835) — подполковник, герой кампании 1806—1807 годов в Восточной Пруссии.

## Биография
Родился около 1779 года или 1786 году — сын итальянца Якова (Джакомо Пьетро) Губерти, профессора Московского университета; мать — Анисья Ильинична (1752—06.11.1836), урождённая Иноземцева.
В 1793 году был записан вахмистром в кавалерию. Явился в строй накануне выступления русских войск в Австрию против французов и был зачислен прапорщиком в 8-й егерский полк. В рядах этого полка он принял участие в сражении при Аустерлице, в котором был ранен; за отличие произведён в поручики. Затем Губерти принимал участие в сражениях с французами в Восточной Пруссии и 22 мая 1807 года был награждён орденом Св. Георгия 4-й степени (№ 771 по кавалерскому списку Судравского и № 1785 по списку Григоровича — Степанова)
В воздаяние отличного мужества и храбрости, оказанных в сражении против французских войск 30 апреля, где при следовании баталиона, по переправе чрез Омулев был впереди с охотниками и по сближении к Дрензеву и сбитии неприятельских постов, бросился на гаубицу и овладел оною и двумя зарядными ящиками.
В 1809 году Губерти был в походе на Дунае против турок.
В Отечественную войну 1812 года Губерти принимал участие во многих сражениях и за отличия был награждён орденом Св. Владимира 4-й степени и прусским орденом «Pour le Mérite». Раненый в самом конце этой кампании он в Заграничном походе участия не принимал, оставшись в России на излечение.
В 1826 году вышел в отставку с чином подполковника, поселился в своём имении на Валдае, где скончался 5 (17) февраля 1835 года.Был похоронен в московском Покровском монастыре.
Известный московский библиограф и коллекционер Николай Васильевич Губерти приходился Якову Яковлевичу племянником.